# Kōichi Sugiyama
Kōichi Sugiyama (すぎやま こういち?, Sugiyama Kōichi; Tokyo, 11 aprile 1931 – Tokyo, 30 settembre 2021) è stato un compositore giapponese conosciuto soprattutto per essere l'autore della colonna sonora della celebre saga di giochi di ruolo Dragon Quest.
Ha inoltre composto le musiche di alcuni anime o serie TV, come Space Runaway Ideon, Cyborg 009 o Gatchaman.
È considerato un'importante fonte di ispirazione per molti altri compositori di musiche per videogiochi, quali Ken'ichi Maeyamada e Nobuo Uematsu (il compositore della serie Final Fantasy), il quale spesso si riferisce a lui come "Big Boss della musica per videogiochi".

## Colonne sonore di videogiochi
- Zarth (1984)
- Wingman (1984)
- Door Door mkII (1985)
- World Golf (1985)
- Wingman 2 (1986)
- Dragon Quest (1986)
- Dragon Quest II (1987)
- JESUS: Kyoufu no Bio Monster (1987)
- Gandhara: Buddha no Seisen (1987)
- Animal Land Satsujin Jiken (1987)
- World Golf 2 (1987)
- Wingman Special (1987)
- Dragon Quest III (1988)
- Angelus: The Gospel on Evil (1989)
- Dragon Quest IV: Chapters of the Chosen (1990)
- Backgammon (1990)
- 46 Okunen Monogatari The Shinkaron (1990)
- World Golf 3 (1990)
- Akagawa Jirou no Yuurei Ressha (1991) (con Yasuhiro Taguchi)
- Jesus 2 (1991)
- Super Tetris 2 & Bombliss (1991)
- Dragon Quest V: Hand of the Heavenly Bride (1992)
- Hanjyuku Hero: Aah Sekai yo Hanjuku Nare (1992)
- E.V.O.: Search for Eden (1992)
- Monopoly (1993)
- Torneko no Daibouken: Fushigi no Dungeon (1993)
- Dragon Quest VI: Realms of Reverie (1995)
- Fushigi no Dungeon 2: Fuurai no Shiren (1995)
- Fushigi no Dungeon: Fuurai no Shiren GB (1996) (with Hayato Matsuo)
- Dragon Quest Monsters (1998)
- Torneko no Daibouken 2 (1999)
- Dragon Quest Monsters 1+2 (2000)
- Dragon Quest VII (2000)
- Fushigi no Dungeon: Fuurai no Shiren 2 (2000)
- Dragon Quest Monsters 2 (2001)
- Dragon Quest Characters: Torneko no Daibōken 3 (2002)
- Fushigi no Dungeon: Fuurai no Shiren Gaide (2002) (con Hayato Matsuo)
- Dragon Quest: Slime Morimori (2003)
- Dragon Quest Monsters: Caravan Heart (2003)
- Itadaki Street Special (2004)
- Dragon Quest VIII: Journey of the Cursed King (2004)
- Dragon Quest Shounen Yangus to Fushigi no Dungeon (2006)
- Dragon Quest Monsters: Joker (2006)
- Dragon Quest IX: Sentinels of the Starry Skies (2009) [16]
- Dragon Quest Monsters: Joker 2 (2010)
- Dragon Quest Monsters: Terry's Wonderland 3D (2012)
- Dragon Quest X: Mezame Shi Itsutsu no Shuzoku Online (2012)